# Sonart
Sonart – Musikschaffende Schweiz ist ein Verband von Musikschaffenden, der seit dem 1. Januar 2018 besteht.

## Zweck
Der Verband Sonart – Musikschaffende Schweiz engagiert sich in allen Sprachregionen der Schweiz als Vertretung von selbständigen Musikschaffenden auf politischer Ebene, im Musikmarkt, unter anderem bei Urheberrechtsfragen und für die soziale Vorsorge von Musikern. Er unterstützt neue künstlerische Entwicklungen in der Musik.

## Geschichte
Der Verband entstand durch die Fusion von drei bisher eigenständigen Musikerorganisationen. Ab 2011 hatten diese über eine allfällige Vereinigung zu einem gemeinsamen Verband verhandelt. Nachdem die am 25. November 2017 in Bern durchgeführten Generalversammlungen die Überführung der drei Organisationen in den neuen Verein beschlossen hatten, fand gleichentags die Gründungsversammlung des Verbands Sonart – Musikschaffende Schweiz statt. Dieser nahm am 1. Januar 2018 in der Rechtsnachfolge der bisherigen Organisationen seine Tätigkeit auf.

### Schweizerischer Tonkünstlerverein

Plakat von Burkhard Mangold zur XVIII. Tagung des Schweizerischen Tonkünstlervereins in Basel, 1917

Der Schweizerische Tonkünstlerverein (STV) (französisch: Association Suisse des Musiciens; italienisch: Associazione Svizzera dei Musicisti) wurde im Jahr 1900 auf Initiative des Musikers und Journalisten bei der Gazette de Lausanne Édouard Combe von den Komponisten Hans Huber, Friedrich Hegar, Friedrich Niggli und Hermann Suter in Zürich gegründet. Der Verein setzte sich für die zeitgenössische Musik ein, vertrat die professionellen Komponisten, Interpreten, Dirigenten, improvisierenden Musiker, Musikwissenschaftler und Musikregisseure und stellte die Belange der Neuen Musik auch in der Öffentlichkeit, gegenüber den politischen Behörden und allgemein im Rahmen der Kulturpolitik und besonders auch in den Bereichen Musiktheorie und Musikjournalismus dar.

### Schweizer Musik Syndikat
Das im Jahr 1975 gegründete Schweizer Musik Syndikat (SMS) entstand im Jahr 1997 durch den Zusammenschluss des Vereins Improvisierender MusikerInnen der Schweiz (V.I.M.S.) und der MusikerInnen Kooperative Schweiz (MKS). Diese hatte sich unter anderem gegen die Reduktion von Kultursendungen über Popmusik im Schweizer Radio zur Wehr gesetzt. Zu den Gründungsmitgliedern gehörten die Sängerin Franziska Baumann, der Pianist Christoph Baumann, der Saxophonist Jürg Solothurnmann, der Pianist Michel Wintsch, Romano Nardelli von der Schweizer Nationalphonothek und der Schlagzeuger Lucas Niggli. Das SMS war der Berufsverband der Jazz- und der improvisierenden Musiker der Schweiz.

### Musikschaffende Schweiz
Der Verein Action Swiss Music war 1981 als Interessengemeinschaft der Rock- und Popmusik in der Schweiz unter dem Namen «Aktion Mundart-Rock» gegründet worden. Er verstand sich als «Informations- und Beratungszentrale für einheimischen Rock und Pop» und war zunächst vorwiegend in der Region Bern aktiv. Etwa ab 1987 nannte er sich «Aktion CH-Rock» und ab 2002 «Action Swiss Music». 1994 entstand der Rockförderverein der Region Basel, heute RFV Basel, der als Verein unabhängig für die Förderung in der Region Basel verantwortlich ist. 2013 schloss sich Action Swiss Music mit dem ein Jahr zuvor gegründeten Verein Musikschaffende Schweiz (MSS) zusammen.

## Politische Stellungnahmen

### URG-Revision
Eine Revision des Urheberrechtsgesetzes wurde nach sechs Jahren Beratung durch den Bundesrat formuliert. Der Verein Sonart fasste seine Stellungnahme wie folgt zusammen: Wir tragen diese Revision mit, und sie muss unbedingt rasch und ohne weitere Abschwächungen umgesetzt werden. Aber es hätte mehr sein dürfen und sollen.

### Volksinitiative «No Billag»
Sonart war Gegnerin der No Billag-Initiative, welche am 4. März 2018 zur Abstimmung kam. Es wurde ein entsprechendes Argumentarium zusammengestellt und veröffentlicht. Die Initiative wurde mit 71,6 % Nein-Stimmen sowie von sämtlichen Kantonen abgelehnt.